# スタネーラ
スタネーラ（英字：Stanerra）はアイルランドで生産、調教された競走馬、繁殖牝馬である。第2回と第3回のジャパンカップに出走し、第3回ジャパンカップの優勝馬となった。アイルランド産馬初の同レース優勝馬でもある。
※馬齢は当時の表記（数え年）で統一して記述する。

## 経歴
1981年に4歳でデビューし、5歳までは14戦2勝。G2とG3で2着1回、3着3回はあったものの重賞勝ちはなかった。5歳時にジャパンカップへの出走を表明し、追加招待を受けて来日した。9番人気での出走だったが、直線で一時先頭に立つなど見せ場を作り、勝ったハーフアイストから0.3秒差の4着と健闘。1982年のイギリス古牝馬チャンピオンに選ばれている。
翌6歳で本格化し、ジョーマクグラスメモリアルステークスでG1制覇を成し遂げ、ハードウィックステークスではグランディのマークしたコースレコードを更新するなど、重賞4勝を挙げる。2年連続でジャパンカップ出走を表明し、今回は正式な招待馬として来日した。しかし、来日後はコズミ（筋肉痛）で強い調教ができず、アイルランドの調教時間に合わせた深夜の曳き運動とギャロップのみで、調教タイムが計測できない状況が不安視された。それでも前年の好走と今季の好成績が買われ、3番人気でレースに臨んだ。
出遅れ気味にスタートするや、すぐさま内ラチ沿いに向けて進路を取り、後方集団の最内を追走。大逃げを打ったハギノカムイオーが4コーナーでつかまると外に持ち出して先行集団に取り付く。直線でコース中央から抜け出しを図るキョウエイプロミスの外に馬体を併せ、200メートル近い叩き合いをアタマ差で制した。この活躍で1983年のアイルランド古馬チャンピオンに輝いている。ジャパンカップの後は、翌年一戦のみで引退、繁殖入りする。
繁殖入り後は6頭の産駒を産み、5頭が出走したものの、勝ち上がったのは1頭のみと期待外れに終わった。6頭中5頭が牝馬に偏っているのが特徴である。子孫のうち産駒のサンドリーンが繁殖牝馬として、孫のアドマイヤノーヴァが外国産馬として日本に輸入されている。2001年に最後の産駒が誕生して以降の消息は不明。

## 血統表
| スタネーラの血統            | スタネーラの血統                                                | スタネーラの血統                                                | （血統表の出典）                                                | （血統表の出典） |
| 父系                        | ナスルーラ系                                                    | ナスルーラ系                                                    | ナスルーラ系                                                    | [ § 2 ]          |
| 父 Guillaume Tell 1972 栗毛 | 父の父Nashua 1952 鹿毛                                          | Nasrullah                                                       | Nearco                                                          | Nearco           |
| 父 Guillaume Tell 1972 栗毛 | 父の父Nashua 1952 鹿毛                                          | Nasrullah                                                       | Mumtaz Begum                                                    |                  |
| 父 Guillaume Tell 1972 栗毛 | 父の父Nashua 1952 鹿毛                                          | Segula                                                          | Johnstown                                                       | Johnstown        |
| 父 Guillaume Tell 1972 栗毛 | 父の父Nashua 1952 鹿毛                                          | Segula                                                          | Sekhmet                                                         |                  |
| 父 Guillaume Tell 1972 栗毛 | 父の母La Dauphine 1957 鹿毛                                     | Princequillo                                                    | PrinceRose                                                      | PrinceRose       |
| 父 Guillaume Tell 1972 栗毛 | 父の母La Dauphine 1957 鹿毛                                     | Princequillo                                                    | Cosquilla                                                       |                  |
| 父 Guillaume Tell 1972 栗毛 | 父の母La Dauphine 1957 鹿毛                                     | Baby League                                                     | Bubbling Over                                                   | Bubbling Over    |
| 父 Guillaume Tell 1972 栗毛 | 父の母La Dauphine 1957 鹿毛                                     | Baby League                                                     | La Troienne                                                     |                  |
| 母 Lady Aureola 1964 栗毛   | 母の父Aureole 1950 栗毛                                         | Hyperion                                                        | Gainsborough                                                    | Gainsborough     |
| 母 Lady Aureola 1964 栗毛   | 母の父Aureole 1950 栗毛                                         | Hyperion                                                        | Selene                                                          |                  |
| 母 Lady Aureola 1964 栗毛   | 母の父Aureole 1950 栗毛                                         | Angelola                                                        | Donatello                                                       | Donatello        |
| 母 Lady Aureola 1964 栗毛   | 母の父Aureole 1950 栗毛                                         | Angelola                                                        | Feola                                                           |                  |
| 母 Lady Aureola 1964 栗毛   | 母の母Lady Godiva 1948 栗毛                                     | Royal Charger                                                   | Nearco                                                          | Nearco           |
| 母 Lady Aureola 1964 栗毛   | 母の母Lady Godiva 1948 栗毛                                     | Royal Charger                                                   | Sun Princess                                                    |                  |
| 母 Lady Aureola 1964 栗毛   | 母の母Lady Godiva 1948 栗毛                                     | Princess Toi                                                    | Scarlet Tiger                                                   | Scarlet Tiger    |
| 母 Lady Aureola 1964 栗毛   | 母の母Lady Godiva 1948 栗毛                                     | Princess Toi                                                    | Primtoi                                                         |                  |
| 母系(F-No.)                 | (FN:7-e)                                                        | (FN:7-e)                                                        | (FN:7-e)                                                        | [ § 3 ]          |
| 5代内の近親交配             | Nearco 4×4=12.5% Mumutaz Begum 4×5=9.38% Blenheim II 5×5 =6.25% | Nearco 4×4=12.5% Mumutaz Begum 4×5=9.38% Blenheim II 5×5 =6.25% | Nearco 4×4=12.5% Mumutaz Begum 4×5=9.38% Blenheim II 5×5 =6.25% | [ § 4 ]          |
| 出典                        | 1. 2. 3. 4.                                                     | 1. 2. 3. 4.                                                     | 1. 2. 3. 4.                                                     | 1. 2. 3. 4.      |

- 父のGuillaume TellはイギリスのG3勝ち馬。その母の半姉Busherは1945年アメリカ年度代表馬。その他近親に活躍馬が多数いる良血。産駒はスタネーラが唯一の活躍馬である。
- 祖母Lady Godivaは愛1000ギニー2着馬。